# Hash Marihuana & Hemp Museum
Le Hash Marihuana & Hemp Museum est un musée situé dans le quartier De Wallen à Amsterdam, aux Pays-Bas. D'après le musée, il a reçu plus de deux millions de visiteurs depuis son ouverture en 1985. Dédié au cannabis et à ses nombreuses applications, le musée offre aux visiteurs des informations sur les utilisations anciennes et modernes du cannabis à des fins médicales, religieuses et culturelles. Le musée met également l'accent sur la manière dont le chanvre peut être utilisé dans l'industrie et l'agriculture et propose même dans sa boutique de cadeaux des accessoires de mode et des cosmétiques fabriqués à partir de fibre de chanvre. En 2012, le musée a ouvert un autre site en Espagne, le Hash Marihuana & Hemp Museum de Barcelone.

## Pièces exposées
Le musée est équipé d'un petit jardin intérieur dans lequel on peut voir la plante de cannabis à différents stades de croissance. Des collections de pipes et de pinces pour joints, une bible néerlandaise en papier de chanvre ainsi que de nombreux autres accessoires provenant de la culture industrielle de la plante sont exposés aux côtés de tableaux du XVIIe siècle signés de maîtres néerlandais tels qu'Adriaen Brouwer, Hendrick Sorgh et David Teniers le Jeune, sans oublier le matricule de prisonnier d'origine du célèbre passeur de cannabis Howard Marks,.

## Recommandé
Les guides touristiques recommandent souvent la visite du Hash Marihuana & Hemp Museum d'Amsterdam en raison de la très particulière politique néerlandaise à l'égard du cannabis. Time Out Amsterdam a déclaré que « les connaisseurs de cannabis vont perdre la raison à force de reluquer dans ce musée du Quartier Rouge des photos de plantes les plus incroyablement parfaites, ainsi que de boulettes de hasch toutes luisantes. Mais ce sanctuaire élevé à la gloire de la skunk n'est pas réservé qu'aux fumeurs et connaisseurs de cannabis ; les visiteurs les plus « standards » se plairont également à y découvrir la captivante histoire de la plante.